# Empresas políticas

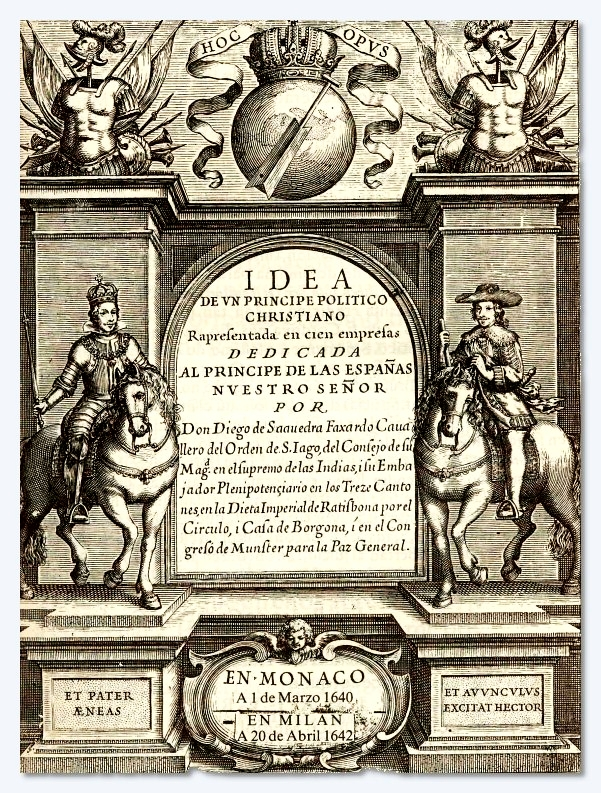
Frontispice de l'Idea de un Príncipe político cristiano

L'Idea de un príncipe político cristiano en cien empresas (Idée d'un prince politique chrétien en cent gravures), aussi connue sous le titre d'Empresas políticas, est un traité de science politique du diplomate et homme de lettres espagnol Diego Saavedra Fajardo.
L'œuvre fut éditée une première fois à Munich en 1640, puis une deuxième fois dans une version remaniée par l'auteur à Milan en 1642. 

## Circonstances d'écriture
Homme de terrain, Saavedra Fajardo a composé l'essentiel des Empresas sur les routes, entre deux étapes de ses périples diplomatiques. Dans l'avis « au lecteur » qui ouvre l'œuvre, il écrit : « Dans le studieux loisir de mes continuels voyages vers l'Allemagne et d'autres provinces, j'ai conçu ces cents gravures, qui composent l'Idea de un Príncipe Político Cristiano, notant dans les auberges ce à quoi j'avais pensé en cours de route, lorsque la correspondance ordinaire avec le roi notre seigneur, ses ministres et les autres fonctionnaires qui étaient à ma charge m'accordait quelque temps libre ». 

## Influences et contenu
S'appuyant tant sur sa riche expérience de la diplomatie que sur sa remarquable érudition littéraire, Saavedra Fajardo brosse le portrait du gouvernant idéal, prudent, fervent et juste. En cela, l'œuvre s'inscrit dans la tradition médiévale des miroirs du prince, mais s'en distingue cependant par le pragmatisme et le réalisme politiques dont fait foi l'auteur, hérités en partie de la lecture de Tacite dont Saavedra se réclame. C'est ainsi qu'à l'Empresa 43, tout en se défendant de se faire le chantre du machiavélisme, il recommande au prince de savoir recourir à la ruse et à la dissimulation, uniquement lorsque cela est nécessaire pour assurer la sauvegarde de l'État, et ce en dérogeant le moins possible aux principes chrétiens de probité et de justice.

## Le recours à l'emblème
Formellement, chaque Empresa se compose d'une gravure allégorique, complétée d'une maxime en latin ou en espagnol. Saavedra Fajardo commente ensuite la gravure, qu'il illustre de nombreux exemples essentiellement tirés des Annales de Tacite, de l'Ancien Testament et de l'Histoire générale de l'Espagne de Juan de Mariana. Le recours à l'emblème, très en vogue chez les écrivains baroques du Siècle d'or espagnol depuis la publication des Emblemata d'André Alciat, se justifiait par la valeur mnémotechnique de ces gravures allégoriques. L'ouvrage, dédiée au prince Balthazar-Charles d'Autriche, fils de Philippe IV, est en effet sous-tendu par un réel souci pédagogique.

## Structure
Le diplomate murcien répartit ces Empresas en huit sections :
1. éducation du Prince
2. comportement du Prince dans ses actions
3. comportement du Prince envers ses sujets et les étrangers
4. comportement du Prince avec ses ministres
5. comportement du Prince dans le gouvernement de ses États
6. comportement du Prince face aux maux internes et externes
7. comportement du Prince dans la victoire et dans la conclusion des traités de paix
8. comportement du Prince dans la vieillesse[4].